# Carl August Mencke

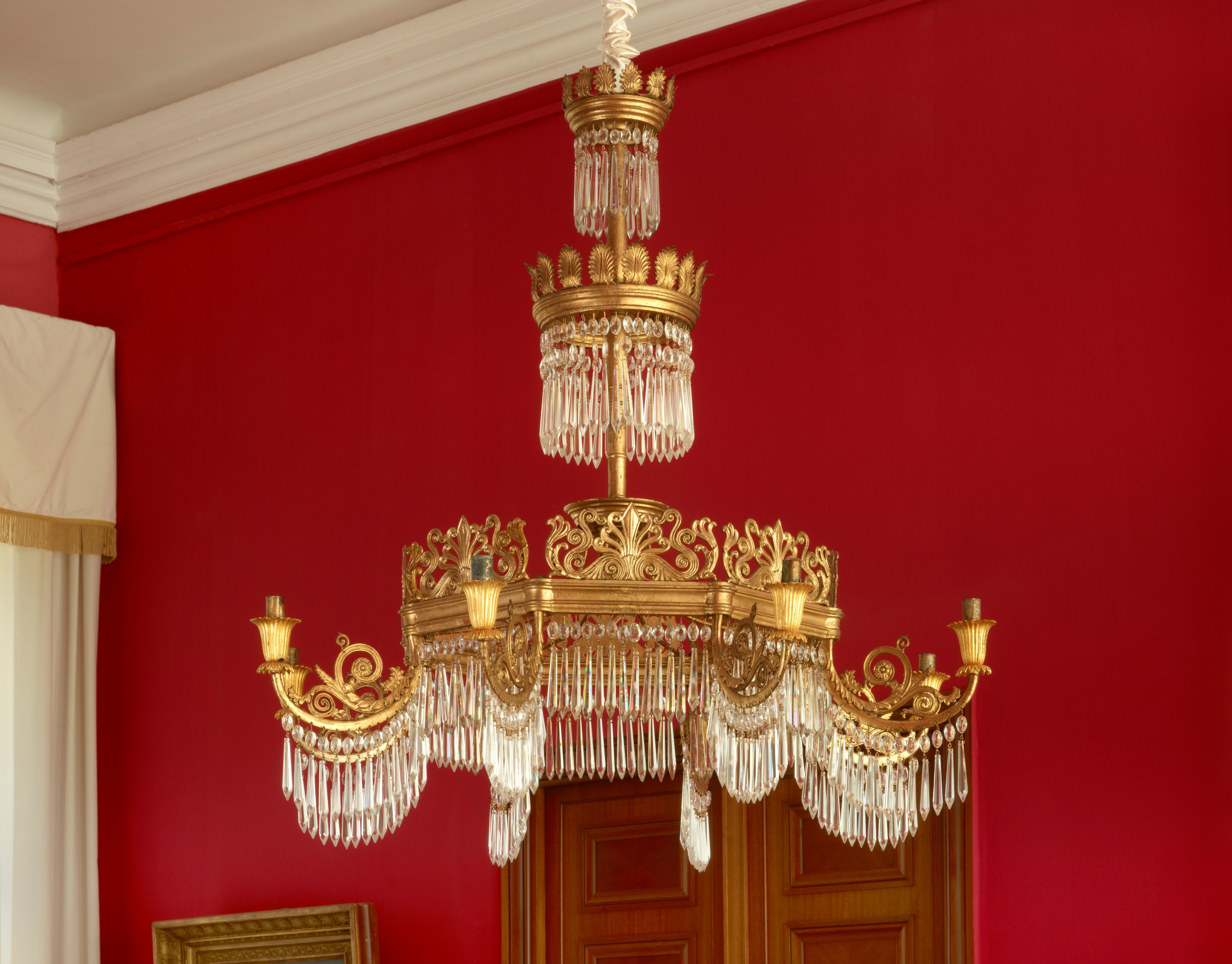
Kronleuchter von Carl August Mencke (1776–1841)

Carl August Mencke (* 8. Januar 1776 in Berlin; † 4. Januar 1841 in Berlin) war ein deutscher Kunsthandwerker, Vergolder und Holzbronze-Fabrikant.

## Leben

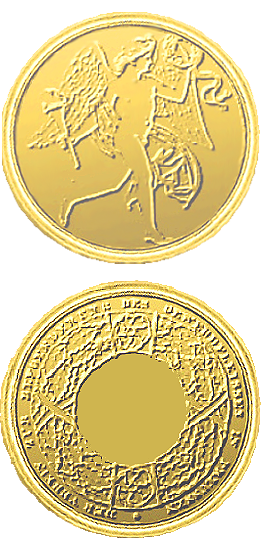
Denkmünze in Gold des Vereins zur Beförderung des Gewerbefleisses in Preussen für Carl August Mencke 1822 und 1827 Modell: Christian Daniel Rauch (* 2. Januar 1777 in Arolsen; † 3. Dezember 1857 in Dresden) gestochen vom Medailleur Gottlieb Götze(Goetze)

Mencke war als Bossierer bei der Königlichen Porzellan-Manufaktur (KPM) in Berlin angestellt.
Mit Christian Friedrich Schwitzky tüftelte er 25 Jahre im Geheimen an einer Masse, die als Holzbronze bekannt wurde. Die Bestandteile waren Mahagonispäne oder beste inländische Holzarten, Ton, Gips und Bindemittel, wodurch eine Art selbsthärtender Kunststoff entstand. Die Masse eignete sich zur Herstellung von Nutz- und Schmuckgegenständen und für komplizierteste Verzierungen. Entwürfe namhafter Auftraggeber wie Karl Friedrich Schinkel und Johann Gottfried Schadow konnten kostengünstig umgesetzt werden und standen den aus Bronze produzierten Gegenständen in nichts nach. Der Vorteil der Gewichtsreduzierung beflügelte auch die Phantasie und Entwürfe der Auftraggeber, die immer aufwändiger und prunkvoller wurden. Mencke war dank seiner Fingerfertigkeit und seines Talents jeder dieser Herausforderungen gewachsen.
Johann August Zeune, der Leiter der 1806 gegründeten ersten deutschen Berliner Blinden-Unterrichtsanstalt heute Johann-August-Zeune-Schule für Blinde, überließ Mencke die Vervielfältigung seiner Globen im Jahre 1809. So wurden viele Hundert Relief-Globen bis 1818 aus der Holz-Bronzemasse-Fabrik in die Welt versandt.
Um 1811 arbeitete Mencke und Schwitzky weiter in einer neu eröffneten Fabrik in der Friedrichstraße 110 zusammen. Sie sollten dort die Fertigung aus ihrer Holzmasse, für Spielsteine und Oberflächen eines neu erfundenen taktischen Militärspiels, übernehmen.
Der preußische König Friedrich Wilhelm der III. sprach ihm 1815 für fünf Jahre das Verfahrenspatent für die Erfindung der Holzbronze zu. Das Patent galt für Berlin und die Kurmark.
1815 gründete er daraufhin eine Holzbronzefabrik für Kunstsachen in der Linienstraße 160 – Ecke Friedrichstraße mit seinem vormaligen KPM-Arbeitskollegen und jetzigen Teilhaber Christian Friedrich Schwitzky. Mit großem Erfolg im In- und Ausland produzierten sie Lampen, Kandelaber, Kronleuchter, Bronzeimitate, Wandverzierungen, Wandleuchter und plastische Globen für Blinde.
1817 überwarf sich Mencke mit Schwitzky, da dieser die Erfindung in einem Artikel in der Vossischen Zeitung, für sich allein beanspruchen wollte. Die Fabrik, die 1819 bereits 60 Beschäftigte hatte, leitete der 43-jährige Mencke von da ab alleine. Für die Produktion setzte er zum Teil Kriegsinvaliden ein. Die Holzbronzefabrik war in Berlin in der Letzten Straße 5 (heute Dorotheenstraße 5) im Haus von Obermedizinalrat Heinrich Kohlrausch angesiedelt. Es bestanden dort keine großen Lagerungsmöglichkeiten; somit wurde meist auf Bestellung produziert. In der Friedrichstraße 86 und Unter den Linden 46 befanden sich zusätzliche Lackierfabriken für die Produktion.
Er war von 1822 bis 1841 Mitglied im 1821 von Peter Beuth gegründeten Verein zur Beförderung des Gewerbefleißes in Preußen. Auf der Ausstellung vaterländischer Fabrikate in Berlin, im September/Oktober des Jahres 1822, machte Mencke Furore mit seinem Kandelabermodell. Die Jury sprach ihm die höchste Auszeichnung, die Goldene Denkmünze, zu. 1824 musste Mencke einen schweren familiären Schicksalsschlag hinnehmen, sein Sohn Carl August verstarb mit 1 Jahr und 7 Monaten am 11. Dezember des Jahres. Auf der Nationalausstellung vaterländischer Fabrikate in Berlin, im Jahre 1827, wurde ihm ein zweites Mal die Goldene Denkmünze für seine hervorragenden Arbeiten zuerkannt.
Da Fabrikant Mencke auch Vergoldungen ausführte, wurde er von den Söhnen von Otto von Voß 1829 in Birkholz (heutiger Ortsteil von Bernau bei Berlin) beauftragt, das Turmkreuz der Birkholzer Dorfkirche zu vergolden. Den Turm hatte der Königliche Bauinspektor Salomo Sachs, Kollege von Karl Friedrich Schinkel, entworfen und die Bauleitung übernommen. Carl Justus Heckmann bedeckte den Turm mit Zinkblech.
Um 1831/1832 arbeitete er als Vorgolder mit dem Architekten Friedrich Wilhelm Langerhans (1780–1851) und dem Eisengießer Moritz Geiß (1805–1875), dessen Firma auch Vergoldungen ausführte, zusammen. Den Auftrag für einen Konzertsaal und die Verzierungen bekamen sie von E.J. Roth, dem Besitzer des Hôtel de Russie.
In der Berliner Medicinischen Central-Zeitung von 1836, unter III. Mannigfaltigen Nachrichten, empfiehlt Hofrath Dr. Georg Gustav Philipp Hauck (1783–1848), Direktor des königlichen Hebammen-Instituts Berlin, ein von ihm in der Holzmasse-Fabrik, durch Mencke angefertigtes, weibliches Pelvis normalis für anatomische Studien.
1839 bekam Holzbronzefabrikant Menke als Subscribent ein Exemplar mit Berichten zu den Festlichkeiten des dritten Brandenburgischen Reformationsjubiläums.

## Familie
Carl August war verheiratet mit Dorothea Maria Lehmann (* 2. Mai 1775 Berlin; † 15. März 1855). Aus der Ehe gingen folgende Kinder hervor.
- Adolf Louis Mencke (* 6. November 1812; † 21. Dezember 1892); Professor, Lehrer und Ziseleur am Königlichen Gewerbe Institut
- Ferdinand Theodor Mencke getauft 1815, Bronzefabrikant 1844 Dorotheenstraße 5
- Carl August Mencke 1823–1824 im Alter von 1 Jahr verstorben
- Carl August Mencke junior, Bronzefabrikant und Vergolder 1844 Dorotheenstraße 5

1841 führte seine Ehefrau Dorothea als Holzmasse-Bronze-Fabrikantin mit ihren Söhnen Carl August und Ferdinand Theodor die Geschäfte ihres verstorbenen Ehemannes weiter.
Dorothea Mencke als Rentière wohnte ab 1845 in der Behrenstraße 16 und zog sich um 1846–47 aus dem Geschäft zurück.

## Kunstwerke
- Verzierungen 1810 in Modegeschäft Adolph Friedrich Erich (1777–1819) Unterwasserstraße 5 in Berlin, nach Schinkelschen Entwürfen gestaltet und ausgestattet.[22]
- Verzierungen in der neuen 1816 gegründeten Konditorei Fuchs. Die Konditorei befand sich in der Straße Unter den Linden Nr. 8 und wurde nach Schinkelschen Entwürfen gestaltet und ausgestattet.[23]
- Verzierungen im Palastzimmer von Prinz Friedrich im Schloss Ludwigslust 1820–1822
- Verzierungen im Juweliergeschäft in der Schlossfreiheit Nr. 4 des Gold- und Silberhändlers Godet.[24]
- Verzierungen in der Kirche von Neuhardenberg (nach Schinkelsche Angaben) um 1820[25]
- Fürst Wilhelm Malte I. zu Putbus beauftragte Mencke (hier Mencken genannt) um 1820 zwei bronzene borghesische Fechterfiguren für das Parktor zu liefern.[26]
- Der neapolitanische Botschafter in Preußen Longo Domenico Severino di Gagliati (1787–1860) bestellt bei Mencke 1821 für seine Residenz in Berlin, Kronleuchter und Statuen, darunter eine Sonderanfertigung einer 2,70 hohen Victoria als Leuchter aus Holzbronze.[27]
- Verzierungen im Palastzimmer von Prinz Friedrich im Stadtschloss Berlin
- Verzierungen im Palastzimmer von Ferdinant August
- Verzierungen im Palastzimmer von Fürst Radzivil
- Verzierungen in den Zimmern des königlichen Schlosses in Potsdam, in denen Kaiser Alexander von Russland bei seinem Besuch 1818 wohnte
- Verzierungen am Thronhimmel im Zimmer des Staatsrats im Stadtschloss Berlin.[28]
- Mencke schenkt zur Wiedereröffnung(nach Ausbau 1827) der Sankt Georgenkirche in Berlin einen Kruzifix nebst zwei Altarleuchtern aus seiner bronzierten Holzmasse.[29]
- Um 1831/1832 Vergoldungen im Konzertsaal des Hótel de Russie
- 1835 schenkte er der Sankt Johanneskirche Lychen einen pracht- und kunstvollen Tauftisch aus Holzbronze (Im Artikel als Bronzefabrikant und Künstler Menke sen. bezeichnet)[30]

## Ehrungen
- Goldene Denkmünze 1822
- Goldene Denkmünze 1827

## Auftraggeber
- Karl Friedrich Schinkel
- Johann Gottfried Schadow
- Johann Georg Barca
- Die Söhne von Otto von Voß Friedrich Wilhelm Maximilian, Graf von Voß-Buch und Karl Otto Friedrich, Graf von Voß-Buch
- Georg Gustav Philipp Hauck – Direktor des königlichen Hebammen-Institutes Berlin